# Shahinaz Abdel Salam
Shahinaz Abdel Salam, née en 1979, est une blogueuse militante et ingénieure informatique égyptienne. Elle fait partie des pionnières du mouvement de contestation égyptien sur internet Kefaya (« ça suffit ! »), qui ont contribué à la chute du dictateur Hosni Moubarak en février 2011. Elle dénonce à travers son blog les dérives du pouvoir et écrit, en 2011, son ouvrage Égypte, les débuts de la liberté.

## Biographie
Shahinaz Abdel Salam née en 1979 au Caire[réf. nécessaire] dans une famille traditionaliste et conservatrice, d'un père militaire, général d'Hosni Moubarak. "J'étais très contrôlée par mes parents" raconte-t-elle. La pression familiale est telle que, malgré des études d'ingénieure, Shahinaz Abdel Salam cède à sa famille et se marie. Après un an d'un mariage forcé, elle se bat pour divorcer, refuse de porter le voile et gagne son indépendance en s'installant dans son propre appartement au Caire. Elle rejoint alors le réseau des activistes et crée son blog "Une Égyptienne" en 2005 pour éveiller les consciences de la jeunesse de son pays. C'est sur Internet qu'elle trouvera refuge pour exprimer ses opinions, dans un pays où les médias sont contrôlés par le gouvernement, et est la seule femme dans ce groupe de blogueurs qui remet en cause le pouvoir.
En mars 2006, c'est "l'étincelle de Kefaya" : en entendant qu'Hosni Moubarak veut transmettre le pouvoir à son fils, les jeunes disent "ça suffit" et descendent dans la rue manifester. "Au début, nous étions seulement 20 personnes sur la place Tahrir, que des blogueurs !" explique-t-elle. 
En 2008, le Mouvement de la jeunesse du 6 avril a apporté un nouveau souffle à la contestation dont Shahinaz Abdel Salam se faisait porte parole sur son blog. 
En 2010, elle se fait arrêter après avoir manifesté contre l'exécution des Coptes. Elle trouve asile en France jusqu'à la chute d'Hosni Moubarak, qui lui permet de regagner l'Égypte.
En 2011, les manifestations prennent de l'ampleur. Le 11 février, Hosni Moubarak quitte le pouvoir.
En octobre, Shahinaz Abdel Salam sort son premier ouvrage Égypte, les débuts de la liberté qui retrace son parcours de blogueuse, pour s’émanciper de sa famille, d’abord, puis du gouvernement, grâce à Internet. Elle continue son combat contre le président Mohamed Morsi.
Elle dénonce également le harcèlement de rue, très présent en Égypte. En 2012, elle signe l’appel des femmes arabes pour la dignité et l’égalité. Musulmane et laïque, elle se bat contre l'archaïsme de la société égyptienne. Sans remettre en cause la religion, elle pointe davantage la culture sexiste de son pays. 
En 2013, elle est membre du parti de Mohamed el-Baradei personnalité laïque et libérale, nommé vice-président de la République arabe d'Égypte le 9 juillet 2013 à titre provisoire, quelques jours après le coup d'État militaire ayant entraîné la chute de Mohamed Morsi. Il présente sa démission de ce poste le 14 août pour protester contre la répression de manifestations de partisans de Morsi.
Elle travaille dans un grand groupe informatique finlandais[réf. nécessaire].

## Publication
- 2011 : Égypte, les débuts de la liberté, Michel Lafon